# Berkshire Hathaway
A Berkshire Hathaway Inc. amerikai multinacionális konglomerátum holding-társaság, amelynek központja a nebraskai Omahában található. A cég a tulajdonosa a következő vállalatoknak:  a GEICO, a Duracell, a Dairy Queen, a BNSF, a Lubrizol, a Fruit of the Loom, a Helzberg Diamonds, a Long & Foster, a FlightSafety International, a Pampered Chef, a Forest River és a NetJets, illetve a Pilot Flying J 38.6%-ának tulajdonosa. Ezek mellett nagy részvényt tulajdonol a következő cégekben: Kraft Heinz Company (26.7%), American Express (18.8%), The Coca-Cola Company (9.32%), Bank of America (11.9%), és Apple (6.3%).
2016 óta a cég nagy számú részvényeket vásárolt különböző amerikai légitársaságokban, mint a United Airlines, Delta Air Lines, Southwest Airlines, és az American Airlines, de mindet eladta 2020 elején. A Berkshire Hathaway átlagosan 19%-os növekedést mutatott évente 1965 óta, minimális adósságot termelve.
A céget Warren Buffett vezeti, aki a vállalat elnöke és vezérigazgatója, illetve Charlie Munger, a cég egyik alelnöke. Buffett karrierjének elején hosszú távú befektetésekre koncentrált részvénytársaságokban, de az elmúlt években teljes cégeket is elkezdtek felvásárolni. A Berkshire tulajdonában lévő cégek változatosak.
A Forbes Global 2000 lista szerint a Berkshire Hathaway a nyolcadik legnagyobb részvénytársaság, a tizedik legnagyobb konglomerátum bevétel szerint és a legnagyobb pénzügyi szolgáltatásokat nyújtó vállalat a világon.
A cég részvényei a legdrágábbak a New York-i tőzsdén (480 ezer dollár).

## Történet
A Berkshire Hathaway visszavezethető az Oliver Chace által alapított Valley Falls Company textilgyártóig, amelyet 1839-ben hoztak létre a Rhode Island-i Valley Fallsban. Chace korábban Samuel Slater alatt dolgozott, aki az első sikeres textilvállalatot irányította az országban. Chace 1806-ban alapította első textilgyárát. 1909-ben a Valley Falls Company egyesült a Berkshire Cotton Manufacturing Company-val, amelyet 1889-ben alapítottak a massachusettsi Adamsben. Az ebből létrejött cég neve Berkshire Fine Spinning Associates volt.
1955-ben a Berkshire Fine Spinning Associates egyesült a Hathaway Manufacturing Company-vel, amelyet 1988-ban alapított Horatio Hathaway a massachusettsi New Bedfordban. Hathaway sikeres volt az első évtizedekben, de megszenvedte az első világháború utáni időszakot. Ebben az időben Seabury Stanton volt a Hathaway vezetője, aki ismét sikert hozott a cégnek a nagy gazdasági világválság után. Az egyesülés után létrejött a Berkshire Hathaway, amelynek 12 textilgyára volt, 12 ezer dolgozóval és 120 millió dolláros bevétellel. New Bedfordban volt a központja. Az évtized végére sok gyárat bezártak és kirúgtak nagy számú dolgozókat.
1962-ben Warren Buffett elkezdett részvényeket vásárolni a Berkshire Hathaway-ben, miután észrevett egy mintát a részvények árában, minden gyárzárás után. 1964-ben Stanton felajánlotta Buffettnek, hogy visszavásárolja részvényeit tizenegy és fél dolláros áron. Buffett ezt elfogadta. Pár héttel később megkapta a hivatalos ajánlatot, de csak tizenegy és háromnyolcad dollár összegért. Erre válaszként az eladás helyett Buffett úgy döntött, hogy megvesz többet a cég részvényeiből, hogy átvegye felette az irányítást és kirúgta Stantont. Ezzel Buffet egy hanyatló textilgyártó tulajdonosa lett.
Buffett eredetileg megtartotta a cég textil-irányultságát, de 1967-re biztosítási vállalatokat kezdett vásárolni. Az első biztosítással kapcsolatos vásárlása a National Indemnity Company volt. Az 1970-es évek végén a Berkshire megvásárolta a Government Employees Insurance Company-t (GEICO), amely napjainkban is a biztosítások alapja az országban. 1985-ben bezárták az utolsó textilgyárat is.
2010-ben Buffett azt nyilatkozta, hogy a Berkshire Hathaway volt a legnagyobb befektetési hiba, amit életében vétett és, hogy szerinte ez elvett tőle nagyjából 200 milliárd dollárt az azt követő 45 évben. Kiemelte, hogyha a Berkshire Hathaway kivásárlása helyett rögtön biztosítási cégeket vásárolt volna, a befektetései százszorosan kifizetődtek volna.

### Utódlási tervek
2010 májusában, 3 hónappal 80. születésnapja előtt, Buffett bejelentette, hogy utódja egy vezérigazgatóból és négy befektetőből álló csoport lesz, amelyből a négy befektető a cég portfóliójának egy részéért lesz felelős. Öt nappal később bejelentette, hogy Todd Combs csatlakozik a céghez, mint befektetési menedzser. 2011. szeptember 12-én Ted Weschler, a Peninsula Capital Advisors alapítója lett a második befektetési menedzser.
A 2012. február 25-i levelében Buffett megírta, hogy utódját belsőleg már kiválasztotta a cég, de nyilvánosan még nem jelentik be.
2014 júniusában a cég készpénzvagyona 50 milliárd fölé emelkedett, először elérve ezt a szintet egy negyedben Buffett elnökségének kezdete óta. 2017 végén ez már 116 milliárd volt.
2018. január 10-én a Berkshire Hathaway kinevezte Ajit Jaint és Greg Abelt alelnöki pozíciókra. Abel a nem biztosítással foglalkozó cégek megfigyelésével van megbízva, míg Jain a biztosítási vállalatok főnöke. Ők ketten tűntek logikus utódjainak.
2021. május 3-án Warren Buffett Greg Abelt választotta utódjaként, mint a Berkshire Hathaway vezérigazgatója.

## Statisztikák
| Év   | Bevétel (millió dollár) | Profit (millió dollár) | Összes vagyon (millió dollár) | Alkalmazottak |
| ---- | ----------------------- | ---------------------- | ----------------------------- | ------------- |
| 2005 | 81,663                  | 8,528                  | 198,325                       | 192,000       |
| 2006 | 98,539                  | 11,015                 | 248,437                       | 217,000       |
| 2007 | 118,245                 | 13,213                 | 273,160                       | 233,000       |
| 2008 | 107,786                 | 4,994                  | 267,399                       | 246,000       |
| 2009 | 112,493                 | 8,055                  | 297,119                       | 222,000       |
| 2010 | 136,185                 | 12,967                 | 372,229                       | 260,000       |
| 2011 | 143,688                 | 10,254                 | 392,647                       | 271,000       |
| 2012 | 162,463                 | 14,824                 | 427,452                       | 288,500       |
| 2013 | 182,150                 | 19,476                 | 484,931                       | 302,000       |
| 2014 | 194,699                 | 19,872                 | 525,867                       | 316,000       |
| 2015 | 210,943                 | 24,083                 | 552,257                       | 361,270       |
| 2016 | 223,604                 | 24,074                 | 620,854                       | 367,671       |
| 2017 | 242,137                 | 44,940                 | 702,095                       | 377,000       |
| 2018 | 247,837                 | 4,021                  | 707,794                       | 389,000       |
| 2019 | 254,616                 | 81,417                 | 817,729                       | 391,500       |
| 2020 | 245,510                 | 42,521                 | 873,729                       | 360,000       |

## Leányvállalatok

### Aktív leányvállalatok
| Cég                                        | Szektor                          | Tulajdonjogi % | Megvétel dátuma | Megvétel ára                            | Jegyzet                                          |
| ------------------------------------------ | -------------------------------- | -------------- | --------------- | --------------------------------------- | ------------------------------------------------ |
| Acme Brick Company                         | alapanyagok és építészet         | 100%           | 2000/08/01      | ~$600 millió ($4,392.65 millió 2017)    |                                                  |
| AltaLink                                   | elektromos transzmisszió         | 91.1%          | 2014/12/01      | C$3.24 milliárd                         | Berkshire Hathaway Energy leányvállalata         |
| Ben Bridge Jeweler                         | luxustermékek                    | 100%           | 2000/07/18      |                                         |                                                  |
| Benjamin Moore & Co.                       | alapanyagok és építészet         | 100%           | 2001/01/01      | $1 milliárd                             |                                                  |
| Berkadia                                   | jelzálog                         | 50%            | 2009/12/31      |                                         | közös vállalkozás a Jefferies Financial Grouppal |
| Berkshire Hathaway Assurance               | biztosítás                       | 100%           | 2007/12/01      |                                         |                                                  |
| Berkshire Hathaway Automotive              | autóeladások                     | 90%            | 2015/05/09      |                                         | Korábban: Van Tuyl Group                         |
| Berkshire Hathaway Energy                  | közművek                         | 91.1%          | 1999/03/26      |                                         | Korábban: Mid-American Energy Holdings           |
| BoatUS                                     | biztosítás                       |                | 2007/07/27      |                                         |                                                  |
| Borsheim's Fine Jewelry                    | luxustermékek                    | 100%           | 1989/01/01      |                                         |                                                  |
| Brooks Sports                              | ruházat                          | 100%           | 2006/08/02      |                                         |                                                  |
| BNSF Railway Company                       | logisztika és vasút              | 100%           | 2010/02/12      | $34 milliárd                            |                                                  |
| Business Wire                              | média                            | 100%           | 2006/03/01      |                                         |                                                  |
| Cavalier Homes                             | alapanyagok és építészet         | 100%           | 2008/01/01      |                                         |                                                  |
| Central States Indemnity                   | biztosítás és pénzügyek          | 100%           | 1992/10/20      |                                         |                                                  |
| Charter Brokerage                          | logisztika                       | 100%           | 2014/12/12      |                                         |                                                  |
| Clayton Homes                              | alapanyagok és építészet         | 100%           | 2007/05/10      | $1.7 milliárd                           |                                                  |
| CORT Business Services                     | berendezés                       | 100%           | 2000/01/14      | $467 millió ($3,418.94 millió 2017)     |                                                  |
| CTB Inc.                                   | termelési anyagok                | 100%           | 2002/01/01      |                                         |                                                  |
| Dairy Queen                                | étel és italok                   | 99%            | 1997/10/21      | $585 millió                             |                                                  |
| Duracell                                   | háztartási cikkek                | 100%           | 2016/02/29      | $1.8 milliárd                           |                                                  |
| Ebby Halliday Companies                    | ingatlan                         | 100%           | 2018/06/04      |                                         |                                                  |
| Fechheimer Brothers Company                | ruházat                          | 100%           | 1986/01/01      |                                         |                                                  |
| FlightSafety International                 | üzleti szolgáltatások            | 100%           | 1997/01/01      |                                         |                                                  |
| Forest River                               | alapanyagok és építészet         | 100%           | 2005/08/31      |                                         |                                                  |
| Fruit of the Loom                          | ruházat                          | 100%           | 2002/04/30      | $835 millió                             |                                                  |
| Garanimals                                 | ruházat                          | 100%           | 2002/09/04      |                                         |                                                  |
| GEICO                                      | biztosítás és pénzügyek          | 100%           | 1996/08/26      | $2.3 milliárd                           |                                                  |
| General Re                                 | biztosítás és pénzügyek          | 100%           | 1995/12/21      | $22 milliárd                            |                                                  |
| Helzberg Diamonds                          | luxustermékek                    | 100%           | 1995/01/01      |                                         |                                                  |
| H.H. Brown Shoe Group                      | ruházat                          | 100%           | 1991/07/01      |                                         |                                                  |
| International Metalworking Companies (IMC) | alapanyagok és építészet         | 100%           | 2006/05/08      |                                         |                                                  |
| Johns Manville                             | alapanyagok és építészet         | 100%           | 2001/02/27      | $1.8 milliárd                           |                                                  |
| Jordan's Furniture                         | berendezés                       | 100%           | 1999/10/11      |                                         |                                                  |
| Justin Brands                              | ruházat                          | 100%           | 2000/08/01      | $570 millió                             |                                                  |
| Kansas Bankers Surety Company              | biztosítás és pénzügyek          | 100%           | 1998/04/10      |                                         |                                                  |
| Kern River Pipeline                        | vezetékek                        | 91.1%          | 2006/03/21      | $960 millió                             | Berkshire Hathaway Energy leányvállalata         |
| Larson-Juhl                                | berendezés                       | 100%           | 2001/12/17      |                                         |                                                  |
| Louis Motor                                | motorok                          | 100%           | 2015/02/20      |                                         |                                                  |
| Lubrizol                                   | kémiai anyagok                   | 100%           | 2011/09/16      | $9.7 milliárd                           |                                                  |
| Marmon Group                               | holding-társaság                 | 99%            | 2008/01/01      | $4.5 milliárd                           |                                                  |
| McLane Company                             | logisztika                       | 100%           | 2003/05/23      | $1.45 milliárd                          |                                                  |
| Medical Protective                         | biztosítás                       | 100%           | 2005/06/30      |                                         |                                                  |
| MiTek                                      | alapanyagok és építészet         | 90%            | 2001/06/12      |                                         | A további 10% a MiTek tulajdonában               |
| National Indemnity Company                 | biztosítás és pénzügyek          | 100%           | 1967/03/01      | $6.8 millió ($49.78 millió inflációval) |                                                  |
| Nebraska Furniture Mart                    | berendezés                       | 80%            | 1983/01/01      | $60 millió                              |                                                  |
| NetJets                                    | üzleti szolgáltatások            | 100%           | 1998/01/01      | $725 millió                             |                                                  |
| NetJets Europe                             | üzleti szolgáltatások            | 100%           | 1998/01/01      |                                         |                                                  |
| Northern Natural Gas                       | vezetékek                        | 91.1%          | 2002/08/01      | $928 millió                             | Berkshire Hathaway Energy leányvállalata         |
| NV Energy                                  | áram és gázelosztás              | 91.1%          | 2013/12/19      | $5.6 milliárd                           | Berkshire Hathaway Energy leányvállalata         |
| Omaha World-Herald                         | média                            | 100%           | 2011/12/01      | $150 millió                             |                                                  |
| Oriental Trading Company                   | Toy Party Craft                  | 100%           | 2012/01/01      |                                         |                                                  |
| PacifiCorp                                 | áramelosztás                     | 91.1%          | 2005/01/01      | $9.4 milliárd                           | Berkshire Hathaway Energy leányvállalata         |
| Pampered Chef                              | étel és italok                   | 100%           | 2002/09/23      |                                         |                                                  |
| Pilot Flying J                             | áru, étel és italok, petróleum   | 38.6%          | 2017/10/03      |                                         | 80%-ra emelkedik 2023-ban.                       |
| Precision Castparts Corp.                  | védelem és világűr               | 100%           | 2016/01/29      | $37 milliárd                            |                                                  |
| Precision Steel Warehouse, Inc.            | alapanyagok és építészet         | 100%           | 1979/01/01      |                                         |                                                  |
| RC Willey Home Furnishings                 | berendezés                       |                | 1995/01/01      |                                         |                                                  |
| Richline Group                             | nagykereskedelem                 | 100%           | 2007/05/01      |                                         |                                                  |
| Russell Brands                             | sport                            | 100%           | 2006/01/01      | $600 millió                             | Fruit of the Loom divíziója                      |
| Scott Fetzer Company                       | más                              | 100%           | 1985/01/01      | $230 millió                             |                                                  |
| See's Candies                              | étel és italok                   | 100%           | 1972/01/03      | $25 millió                              |                                                  |
| SE Homes                                   | alapanyagok és építészet         | 100%           | 2007/01/01      |                                         |                                                  |
| Shaw Industries                            | alapanyagok és építészet         |                | 2002/01/21      |                                         |                                                  |
| Star Furniture                             | berendezés                       | 100%           | 1997/07/14      |                                         |                                                  |
| TTI, Inc.                                  | elektromos eszközök              | 100%           | 2007/03/30      |                                         |                                                  |
| United States Liability biztosítás Group   | biztosítás és pénzügyek          | 100%           | 2000/08/08      |                                         |                                                  |
| Wesco Financial                            | biztosítás és pénzügyek          | 100%           | 1978/01/01      |                                         |                                                  |
| WPLG-TV                                    | média                            | 100%           | 2014/07/01      |                                         |                                                  |
| XTRA Lease                                 | nyerges vonató eladás és leasing | 100%           | 2001/09/20      |                                         |                                                  |

### Tőzsdén kereskedett befektetési alapok
| Céf                                     | Tőzsde        | Tulajdonjogi % | Részvények száma | Érték (milliárd$) | Adat dátuma        |
| --------------------------------------- | ------------- | -------------- | ---------------- | ----------------- | ------------------ |
| Abbvie Inc                              | NYSE: ABBV    | 1.2            | 21,264,316       | $1.86             | 2020. december 31. |
| American Express                        | NYSE: AXP     | 18.8           | 151,610,700      | $15.20            | 2020. december 31. |
| Apple                                   | NASDAQ: AAPL  | 5.6            | 944,295,554      | $109.36           | 2020. december 31. |
| Axalta Coating Systems                  | NYSE: AXTA    | 0.2            | 393,043          | $0.01             | 2020. december 31. |
| Bank of America                         | NYSE: BAC     | 11.7           | 1,010,100,606    | $30.62            | 2020. december 31. |
| Bank of New York Mellon Corp            | NYSE: BK      | 8.2            | 84,488,751       | $2.48             | 2020. december 31. |
| Charter Communications, Inc.            | NASDAQ: CHTR  | 2.5            | 5,213,461        | $3.25             | 2020. december 31. |
| Chevron Corporation                     | NYSE: CVX     | 2.5            | 48,498,965       | $0.34             | 2020. december 31. |
| The Coca-Cola Company                   | NYSE: KO      | 9.3            | 400,000,000      | $21.94            | 2020. december 31. |
| DaVita Inc.                             | NYSE: DVA     | 30.3           | 36,095,570       | $3.09             | 2020. december 31. |
| General Motors                          | NYSE: GM      | 5.1            | 72,500,000       | $3.02             | 2020. december 31. |
| Globe Life                              | NYSE: GL      | 5.77           | 6,353,727        | $0.55             | 2020. december 31. |
| Johnson & Johnson                       | NYSE: JNJ     | 0.01           | 327,100          | $0.045            | 2020. december 31. |
| The Kraft Heinz Company                 | NASDAQ: KHC   | 26.70          | 325,634,818      | $10.61            | 2020. december 31. |
| Liberty Global A Class                  | NASDAQ: LBTYA | 9.67 of class  | 19,791,000       | $0.52             | 2020. december 31. |
| Liberty Global C Class                  | NASDAQ: LBTYK | 1.39 of class  | 7,346,968        | $0.19             | 2020. december 31. |
| Liberty Latin America Ltd Class A       | NASDAQ: LILA  | 5.59           | 2,714,854        | $0.051            | 2020. december 31. |
| Liberty Latin Latin America Ltd Class C | NASDAQ: LILAK | 1.06           | 1,284,020        | $0.024            | 2020. december 31. |
| Liberty Sirius XM Group Series A        | NASDAQ: LSXMA | 14.4 of class  | 14,860,360       | $0.58             | 2020. december 31. |
| Liberty Sirius XM Group Series C        | NASDAQ: LSXMK | 14.4 of class  | 14,860,360       | $0.58             | 2020. december 31. |
| Marsh & McLennan                        | NYSE: MMC     | 0.8            | 4,267,825        | $0.50             | 2020. december 31. |
| MasterCard                              | NYSE: MA      | 0.5 of class   | 4,564,756        | $1.63             | 2020. december 31. |
| Mondelēz International                  | NASDAQ: MDLZ  | 1.70           | 24,669,778       | $4.70             | 2020. december 31. |
| Moodys Corp                             | NYSE: MCO     | 13.1           | 24,669,778       | $7.16             | 2020. december 31. |
| Procter & Gamble Co                     | NYSE: PG      | 0.0            | 315,400          | $0.04             | 2020. december 31. |
| RH                                      | NYSE: RH      | 8.9            | 1,708,348        | $0.65             | 2020. december 31. |
| SPDR S&P 500 Trust ETF                  |               | 0.0            | 39,400           | $0.01             | 2020. december 31. |
| Sirius XM Holdings Inc.                 | NASDAQ: SIRI  | 1.2            | 50,000,000       | $0.32             | 2020. december 31. |
| StoneCo Ltd.                            | NYSE: STNE    | 11.8 of class  | 14,166,748       | $0.39             | 2020. december 31. |
| Store Capital                           | NYSE: STOR    | 9.6            | 24,415,168       | $0.67             | 2020. december 31. |
| Suncor Energy                           | NYSE: SU      | 0.67           | 10,758,000       | $0.35             | 2020. december 31. |
| Synchrony Financial                     | NYSE: SYF     | 3.4            | 20,128,000       | $0.53             | 2020. december 31. |
| Teva Pharmaceutical Industries Ltd      | NYSE: TEVA    | 3.9            | 42,789,295       | $0.39             | 2020. december 31. |
| United Parcel Service (UPS) Class A     | NYSE: UPS     | 0.0 of class   | 59,400           | $0.01             | 2020. december 31. |
| US Bancorp                              | NYSE: USB     | 8.8            | 131,961,832      | $4.73             | 2020. december 31. |
| Vanguard S&P 500                        |               | 0.0            | 43,000           | $0.01             | 2020. december 31. |
| Verisign Inc                            | NASDAQ: VRSN  | 11.1           | 12,815,613       | $2.63             | 2020. december 31. |
| Verizon                                 | NYSE: VZ      | 3.5            | 146,716,496      | $8.62             | 2020. december 31. |
| Visa Inc. Class A                       | NYSE: V       | 0.6 of class   | 9,987,460        | $2.00             | 2020. december 31. |
| Wells Fargo and Co                      | NYSE: WFC     | 1.3            | 150,407,397      | $1.58             | 2020. december 31. |

## Berkshire Hathaway tulajdonában álló újságok
- The Bryan-College Station Eagle
- The Buffalo News
- Culpeper Star-Exponent
- The Daily Progress
- Danville Register & Bee
- Dothan Eagle
- The Free Lance–Star
- Independent Tribune
- Martinsville Bulletin
- The McDowell News
- The Morning News
- The News & Advance
- The News Herald (Észak-Karolina)
- The News Virginian
- Omaha World-Herald
- Opelika-Auburn News
- The Press of Atlantic City
- The Reidsville Review
- Richmond Times-Dispatch
- The Roanoke Times
- Statesville Record & Landmark
- Tulsa World
- Waco Tribune-Herald
- Winston-Salem Journal